# Pravo na pryžok
Pravo na pryžok (Право на прыжок) è un film del 1972 diretto da Valerij Ivanovič Kremnev.

## Trama
L'eroe del film, detentore del record mondiale di salto in alto, dopo un incidente automobilistico, secondo la conclusione dei medici, deve abbandonare per sempre lo sport. Ma nonostante tutte le circostanze, sta facendo tutto il possibile per tornare in Nazionale. Il caso lo porta da un chirurgo, anch'egli fanaticamente devoto al suo lavoro, e l'eroe vince nuovamente concorsi internazionali.